# Kangarli (raion)
Kangarli (en azéri Kəngərli) est l'une des 78 subdivisions de l'Azerbaïdjan. Sa capitale est Givrakh. Cette subdivision se trouve dans l'exclave azerbaïdjanaise du Nakhitchevan, séparée du reste de l'Azerbaïdjan par l'Arménie.

## Villes
Liste des villes du raion de Kangarli :
- Givrakh
- Böyükdüz
- Çalxanqala
- Qabıllı
- Qarabağlar
- Şahtaxtı
- Təzəkənd
- Xincab
- Xok
- Yeni Kərki
- Yurdçu